# سنجاب زمینی پلنگی
سنجاب زمینی پلنگی (نام علمی: Ictidomys tridecemlineatus) نام یک گونه از سرده راسوموش است.